# França Van-Dúnem
Fernando José de França Dias Van-Dúnem (Luanda, 24 de Agosto de 1934 – Lisboa, 12 de Junho de 2024) foi um político angolano que desempenhou muitas funções em seu país. Foi primeiro-ministro por duas ocasiões (1991-1992 e 1996-1999), presidente da Assembleia Nacional (1992-1996), além de vice-presidente da União Africana e membro parlamento Pan-Africano.

## Educação
Ele recebeu mestrado em Direito Público e doutorado em Direito Político em Aix-en-Provence, França. 

## Primeiros trabalhos
De 1964 á 1965 foi assistente de pesquisa do professor Maarten Bos em direito internacional na Universidade de Utreque, nos Países Baixos. No mesmo ano realizou um estudo sobre o reconhecimento de Estados e Governos. É membro da American Society of International Law (Sociedade Americana de Direito Internacional) desde 1964. Por três anos, começando entre 1969 e 1971 foi professor de Direito Internacional Público, Direito Constitucional e Direito Administrativo em Bujambura, Burundi. 

## Trabalhos internacionais
Por dois anos, começando em 1970, ele foi assessor jurídico adjacente da Organização da Unidade Africana. De 1972 a 1978, foi Diretor de Pessoal da mesma. Em 1978, foi representante Adjunto da OUA para Assuntos Políticos e Jurídicos perto das Nações Unidas em Genebra, Suíça. 
De 1979 à 1982 foi embaixador extraordinário e plenipotenciário da República Popular de Angola na Bélgica, Países Baixos e a Comunidade Econômica Europeia. Durante quatro ano, entre 1982 e 1986 foi embaixador de Angola em Portugal e Espanha. 

## Serviços nacionais
De 1985 e 1986, foi Vice-Ministro de Relações Exteriores e Ministro da Justiça entre 1986 e 1990. Ministro do Plano de 1990 e 1991 e primeiro-ministro entre 1991 e 1992. Serviu como presidente da Assembleia Nacional de 1992 á 1996 e novamente primeiro-ministro de 1996 á 1999. 
Van-Dúnem foi membro da Assembleia Nacional de Angola em 1999. Paralelamente, foi Professor de Direito Internacional, História do Pensamento Político e membro da Faculdade de Direito da Universidade Católica de Angola. 
Van-Dúnem foi 71º candidato na lista nacional do MPLA nas eleições parlamentares de setembro de 2008. Van-Dúnem ganhou uma cadeira nesta eleição, na qual o MPLA obteve uma maioria esmagadora.